# Luzernar
Das Luzernar (auch Lucernar(ium) oder Lichtfeier genannt, von lat. lucerna ‚Öllampe, Leuchte‘) ist ein gottesdienstliches Element, das im rituellen Entzünden des Lichtes bei Einbruch der Dunkelheit besteht.

## Entstehung und Bedeutung
Das Luzernar war bereits Teil der frühchristlichen Liturgie im frühen Mönchtum und wesentlicher Bestandteil der Kathedralvesper in der ost- und westkirchlichen Tradition. Ein abendlicher Lichtkult war im ganzen antiken Mittelmeerraum verbreitet; das Judentum kennt das Entzünden der Sabbatkerzen mit einem Segensspruch am Freitagabend und an bestimmten Festen.
In der Lichtsymbolik des Neuen Testaments steht das Licht, das in die abendliche Dunkelheit einbricht und sie überwindet, für Jesus Christus: „Wie Licht die Dunkelheit besiegt, so besiegt Christus die Dunkelheiten von Sünde und Tod.“ Christus ist das Licht (vgl. Joh 12,46 , 2 Kor 4,6 ).
Zum Ritus des Lichtanzündens gehörten begleitende und deutende Gebete wie ein Dankgebet über das Licht (ἐπιλύχνιος εὐχαριστία epilýchnios eucharistía). Aus dem zweiten Jahrhundert stammt der Christushymnus Phōs hilarón (griech. Φῶς Ἱλαρόν), der bis heute Teil des abendlichen Stundengebets ist. Er endet mit dem Ruf: „Christus, Sohn Gottes, Bringer des Lebens: dich lobpreise die ganze Erde.“  Teilweise war auch ein Weihrauchopfer Bestandteil der abendlichen Lichtliturgie. Andere Bezeichnungen für das Luzernar waren λυχνικόν Lychnikón „Lichtfeier“ oder Hora incensi „Stunde des Verbrennens (von Weihrauch)“.
Mit der zunehmenden Prägung des Gebetslebens der Gemeinden durch das klösterliche Chorgebet des monastischen Typs nach der Benediktsregel ging der Gebrauch des Luzernars in der lateinischen Kirche zurück, auch wenn die abendliche Vesper noch lange die Bezeichnung „Luzernar“ behielt. Im römischen Ritus ist das Luzernar einzig in der Lichtfeier der Osternacht erhalten geblieben: Die geweihte Osterkerze wird entzündet und als Symbol für den auferstandenen Christus in feierlicher Prozession in die Kirche getragen und im  Gesang des Exsultet gepriesen.

## Heutige Praxis
Ein Luzernar kennen die Abendgottesdienste aller christlichen Konfessionen. Im Zuge der liturgischen Erneuerung wird auch im römischen Ritus das Luzernar wieder häufiger als liturgisches Element eingesetzt. Alle Gottesdienste, die in der Dunkelheit beginnen, können mit einem Luzernar eröffnet werden. Die Gemeinde preist Christus als das Licht der Welt. Das Luzernar empfiehlt sich besonders in der Adventszeit mit Einbeziehung des Adventskranzes, in der Weihnachtszeit und bei der Kerzenweihe am Fest der Darstellung des Herrn.
Möglicher Ablauf im römischen Ritus
- Einzug mit der Prozessionskerze
- Liturgischer Gruß (Lichtruf)
- Lichthymnus „Phos hilaron“
- Lichtdanksagung

Der Einzug kann entweder in der Weise geschehen, dass sich alle in der Kirche versammeln und den Einzug des Diakons oder des Priesters und aller liturgischen Dienste mit der Prozessionskerze in die dunkle Kirche erwarten. Alternativ können auch alle Gottesdienstteilnehmer in Form einer Lichterprozession am Einzug teilnehmen.  Hat die Prozession den Altarraum erreicht, stellt der Zelebrant die Kerze auf einen großen Leuchter. Alle anderen Kerzen im Altarraum, im Kirchenschiff und die Kerzen der Gläubigen werden mit dem Licht dieser Kerze entzündet. Begleitet von Ministranten mit Kerzen tritt der Diakon oder der Priester an den Ambo und singt dort den Lichtdank. Die Gemeinde antwortet mit Amen. Damit ist der Lichtritus beendet. Die Kerzen der Gläubigen brennen bis zum Ende des Abendgottesdienstes.